# Accetto miracoli: l'esperienza degli altri
Accetto miracoli: l'esperienza degli altri è un album di cover del cantautore italiano Tiziano Ferro, pubblicato il 6 novembre 2020.

## Descrizione
L'idea iniziale di creare un album interamente composto da cover è nata a seguito della partecipazione di Ferro al Festival di Sanremo 2020, evento al quale ha presenziato in qualità di ospite speciale reinterpretando brani come Nel blu dipinto di blu di Domenico Modugno (1958), Almeno tu nell'universo di Mia Martini (1989), Perdere l'amore di Massimo Ranieri (apparso insieme a Ferro alla manifestazione), del 1988, e Portami a ballare di Luca Barbarossa (1992). Qualche mese più tardi Ferro è stato contattato dal format I Love My Radio, progetto volto a celebrare i 45 anni del sistema radiofonico italiano, al fine di registrare una cover in studio: come primo brano l'artista ha inviato la propria versione di Bella d'estate di Mango (1987), sostituita tuttavia con la sopracitata Perdere l'amore di Ranieri, quest'ultimo ospite anche nella nuova versione incisa dal cantautore di Latina. Tutto questo ha spinto Ferro a incidere ulteriori cover, selezionandone oltre dieci originariamente incise tra gli anni settanta e i primi anni duemila.
Oltre ai brani precedentemente menzionati compaiono quindi anche Rimmel di Francesco De Gregori (1975), E ti vengo a cercare di Franco Battiato (1988), Margherita di Riccardo Cocciante (1976), Ancora, ancora, ancora di Mina (1978), Cigarettes and Coffee di Scialpi (1984), Piove di Jovanotti (1994), Morirò d'amore di Giuni Russo (2003) e Non escludo il ritorno di Franco Califano (2005).

## Promozione
La versione fisica dell'album è stata pubblicata in formato doppio vinile (sia standard di colorazione rossa, sia picture disc) e in formato doppio CD, il cui disco aggiuntivo contiene l'album Accetto miracoli. La versione digitale contiene invece un totale di 27 tracce (sono presenti anche le bonus track di Accetto miracoli).
In anticipazione alla sua uscita Ferro ha pubblicato i singoli Perdere l'amore (con Massimo Ranieri), Rimmel e E ti vengo a cercare. Rimmel è stato distribuito anche in 7", in edizione limitata a 500 copie e contenente come b-side E ti vengo a cercare.
Il 2 febbraio 2021 l'edizione doppio CD viene distribuita anche in formato digipak, esclusivamente come allegato alla rivista TV Sorrisi e Canzoni.

## Tracce
1. Rimmel – 3:36 (Francesco De Gregori) – originariamente interpretata da Francesco De Gregori
2. Morirò d'amore – 3:44 (testo: Giuni Russo, Maria Antonietta Sisini, Vania Magelli – musica: Giuni Russo, Maria Antonietta Sisini) – originariamente interpretata da Giuni Russo
3. Bella d'estate – 4:01 (testo: Lucio Dalla – musica: Giuseppe Mango) – originariamente interpretata da Mango
4. Margherita – 4:38 (Riccardo Cocciante, Marco Luberti) – originariamente interpretata da Riccardo Cocciante
5. E ti vengo a cercare – 3:24 (Franco Battiato) – originariamente interpretata da Franco Battiato
6. Almeno tu nell'universo – 4:54 (testo: Bruno Lauzi – musica: Maurizio Fabrizio) – originariamente interpretata da Mia Martini
7. Cigarettes and Coffee – 3:53 (testo: Giovanni Scialpi, Franco Migliacci – musica: Giovanni Scialpi) – originariamente interpretata da Scialpi
8. Perdere l'amore (con Massimo Ranieri) – 4:12 (Giampiero Artegiani, Marcello Marrocchi) – originariamente interpretata da Massimo Ranieri
9. Piove (con Box of Beats) – 2:42 (testo: Jovanotti – musica: Jovanotti, Luca Cersosimo) – originariamente interpretata da Jovanotti
10. Portami a ballare – 3:44 (Luca Barbarossa) – originariamente interpretata da Luca Barbarossa
11. Nel blu dipinto di blu – 3:39 (testo: Franco Migliacci, Domenico Modugno – musica: Domenico Modugno) – originariamente interpretata da Domenico Modugno
12. Ancora, ancora, ancora – 3:48 (testo: Cristiano Malgioglio – musica: Gian Pietro Felisatti) – originariamente interpretata da Mina
13. Non escludo il ritorno – 3:55 (testo: Franco Califano, Federico Zampaglione – musica: Federico Zampaglione) – originariamente interpretata da Franco Califano

Contenuto bonus dell'edizione speciale (doppio CD, download digitale)
1. Vai ad amarti – 4:07 (Tiziano Ferro)
2. Amici per errore – 2:53 (Tiziano Ferro, Massimiliano Pelan, Francesco Gramegna)
3. Balla per me (con Jovanotti) – 3:25 (Tiziano Ferro)
4. In mezzo a questo inverno – 3:45 (testo: Tiziano Ferro, Fabio De Martino, Francesco Gramegna – musica: Tiziano Ferro, Massimiliano Pelan, Fabio De Martino)
5. Come farebbe un uomo – 3:30 (Tiziano Ferro, Emanuele Dabbono)
6. Seconda pelle – 3:35 (Tiziano Ferro, Giordana Angi)
7. Il destino di chi visse per amare – 4:10 (testo: Tiziano Ferro – musica: Tiziano Ferro, Sergio Ciccarelli)
8. Le 3 parole sono 2 – 3:50 (Tiziano Ferro)
9. Casa a Natale – 4:06 (Tiziano Ferro, Giordana Angi)
10. Un uomo pop – 3:13 (Tiziano Ferro)
11. Buona (cattiva) sorte – 3:14 (Tiziano Ferro, Emanuele Dabbono, Giordana Angi)
12. Accetto miracoli – 3:31 (testo: Tiziano Ferro – musica: Giordana Angi, Antonio Iammarino)
13. In mezzo a questo inverno (Reyes Cut) – 3:24 (testo: Tiziano Ferro, Fabio De Martino, Francesco Gramegna – musica: Tiziano Ferro, Massimiliano Pelan, Fabio De Martino) – solo edizione digitale
14. Accetto miracoli (Reyes Cut) – 3:05 (testo: Tiziano Ferro – musica: Giordana Angi, Antonio Iammarino) – solo edizione digitale

## Classifiche

### Classifiche settimanali
| Classifica (2020/21) | Posizione massima |
| -------------------- | ----------------- |
| Croazia              | 26                |
| Italia               | 1                 |

### Classifiche di fine anno
| Classifica (2021) | Posizione |
| ----------------- | --------- |
| Italia            | 75        |